# Roberta Manfredi

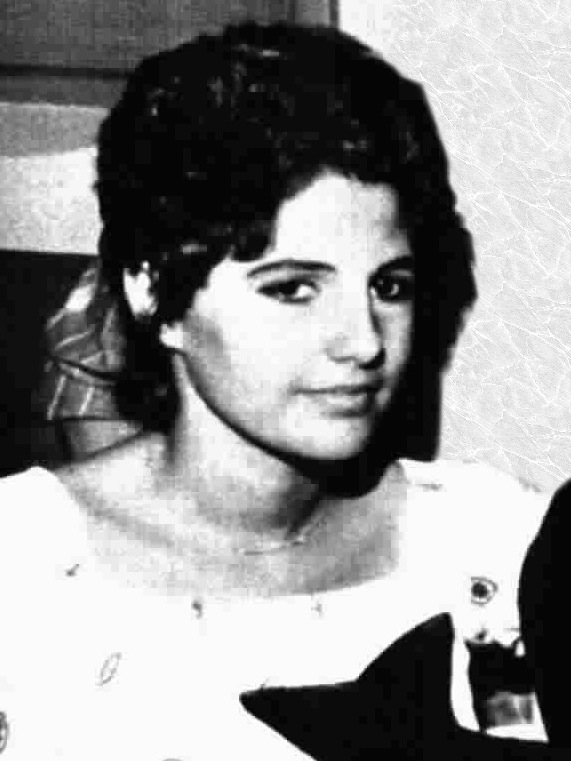
Roberta Manfredi im Jahr 1976

Roberta Manfredi (* 19. Oktober 1956 in Rom) ist eine italienische Schauspielerin.
Sie ist die Tochter des berühmten italienischen Schauspielers Nino Manfredi und des ehemaligen Fotomodels Erminia Ferrari. Sie hat zwei Geschwister, von denen Luca als Regisseur ebenfalls im Filmgeschäft tätig ist. Zudem war sie die Schwägerin der Schauspielerin Nancy Brilli. Ihre Fernsehkarriere begann Roberta Manfredi in den 1970er Jahren als Moderatorin verschiedener Fernsehsendungen, darunter Discoring (1978). Während der 1980er Jahre war sie u. a. für die Sommersendung Fresco Fresco und die dritte Staffel der Schülersendung Tandem engagiert, die sie zusammen mit Fabrizio Frizzi und Claudio Sorrentino moderierte. Als Schauspielerin wurde sie mit den Filmen Assasinio sul Tevere von Bruno Corbucci (1979) und Borotalco (1982) von Carlo Verdone einem größeren Publikum bekannt. Die deutschsprachigen Zuschauer kennen sie vor allem aufgrund ihrer Rolle der energischen Unternehmerin Cinzia in der Fernsehserie Auf Achse (Staffeln 2–4, 9 Folgen). Dort ist sie an der Seite von Manfred Krug und Rüdiger Kirschstein zu sehen.
Inzwischen arbeitet Roberta Manfredi vorwiegend als Filmagentin und Produzentin. Seit 1999 ist sie mit dem Schriftsteller Alberto Simone verheiratet; gemeinsam haben sie drei Kinder.

## Filmografie

### Schauspielerin

#### Kinofilme
- 1979: Der Superbulle jagt den Ripper (Assassinio sul Tevere)
- 1982: Borotalco
- 1985: Assisi Underground
- 1987: Napoli-Berlino, un taxi nella notte

#### Fernsehserien
- 1983–1991: Auf Achse

### Produzentin
- 1995: Colpo di luna
- 2005: Una famiglia in giallo (Fernsehserie)
- 2009: Il commissario Manara (Fernsehserie)